# Helena Korejsová
Helena Korejsová (22. května 1907 Smíchov – 8. března 1945 Praha) byla česká spisovatelka, autorka dětských knih.

## Život
Helena Korejsová, rozená Grünwaldová se narodila 22. května 1907 na Smíchově u Prahy. V Praze také žila a pracovala jako učitelka. Její manžel Josef Korejs (1897–1965) byl pedagog, učitel na reformní pokusné škole v Nuslích a autor pedagogických pomůcek a učebnic. Na základě jednoho výtisku Národního osvobození (ze dne 8. ledna 1928) s celkovým počtem 42 448 slov vypracovali manželé Korejsovi Slovník našich novin. V samostatné tvorbě se Helena Korejsová zaměřila na dětskou literaturu, nejznámější její knihou jsou Pohádky z bílého domku, které vyšly v roce jejího úmrtí.
Helena Korejsová zemřela 8. března 1945 v Praze-Krči.

## Dílo
- Slovník našich novin (spolu s manželem Josefem Korejsem, vydavatelství Volné myšlenky: Dědictví Komenského, Praha, 1938)
- Vítězství Vojty Záhoře (vydalo nakladatelství Život a práce, Praha, 1939)
- Večerní chvilky: pohádky o věcech (il. F. Procházka-Pauker, Státní nakladatelství, Praha, 1937)
- Nejkrásnější prázdniny (fotografie Pierda, vydala Česká grafická unie, Praha, 1941)
- Pohádky z bílého domku (il. Miloš Endler, vydal Antonín Dědourek, Třebechovice p. O., 1945)

## Pohádky z bílého domku(obsah knihy)
Rodina Horů žije v novém domku, který si postavila na okraji města. Tatínek, maminka, veselá hospodyně Bětka a děti Tomík a Liduška jsou hrdiny této knížky. Ve vyprávění ožívají různé předměty – valcha, kolíčky na prádlo nebo nábytek. Děti prožívají různé příhody jako je setkání s vrabcem, který se zatoulal do domku, záchrana stromku před bouřkou nebo Tomíkova nemoc.